# Nadeltelegraf

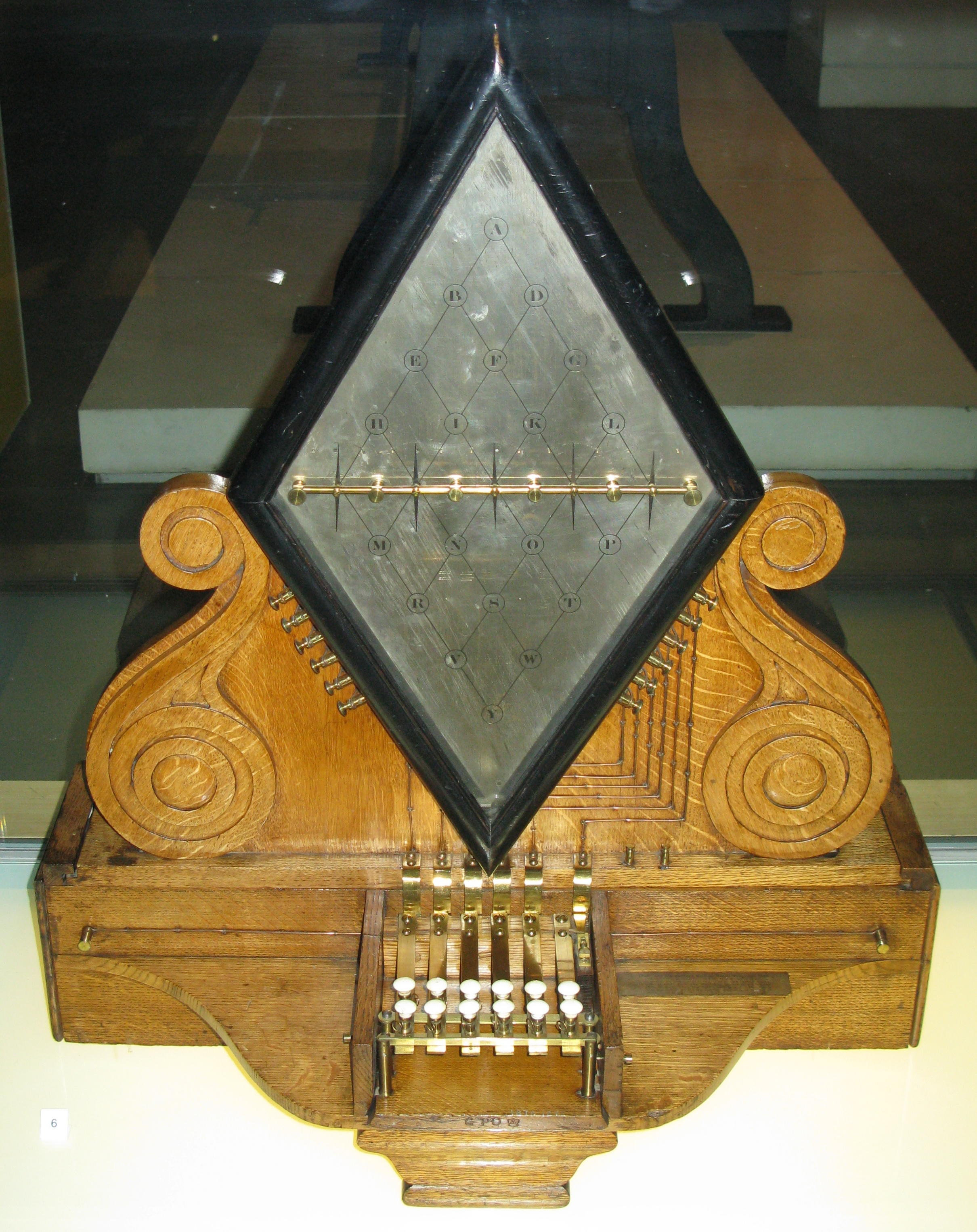
Nadeltelegraf von Cooke und Wheatstone mit fünf Nadeln, ausgestellt im Science Museum in London

Der Nadeltelegraf ist ein historischer Telegrafenapparat, welcher als gebrauchstaugliches Gerät 1837 von Charles Wheatstone und William Fothergill Cooke entwickelt wurde. Erste Vorarbeiten dazu leistete 1835 Paul Ludwig Schilling von Cannstatt und Georg Wilhelm Munke, deren Konstruktionen aber keinen praktischen Einsatz fanden. Der Nadeltelegraf stellt einen der ersten betriebssicheren Telegrafenapparate dar und wurde erstmals im Jahr 1838 auf der 21 km langen Eisenbahnstrecke der Great Western Railway zwischen London und West Drayton eingesetzt.

## Aufbau

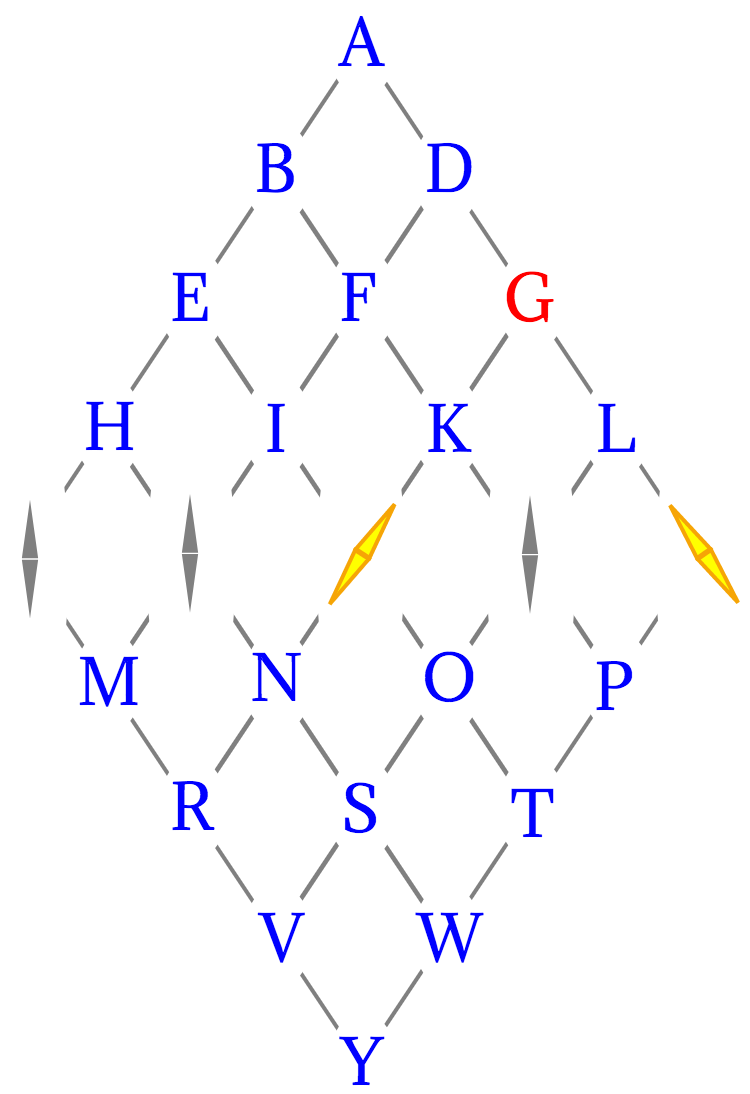
Schema der Anzeige hier beim Empfang des Buchstabens G.

Der Nadeltelegraf stellt einen Vorläufer des zwei Jahre später von Wheatstone und Cooke entwickelten Zeigertelegrafen dar und besteht aus fünf horizontal nebeneinander angeordneten Magnetnadeln und einer rhombusförmigen Anzeigeplatte (Bild). Die fünf Nadeln werden von der Sendestation aus einzeln über fünf Taster und über fünf getrennte Verbindungsleitungen angesteuert. Mit fünf Nadeln können bei dieser Anordnung genau zwanzig Buchstaben des lateinischen Alphabets übertragen werden. Unter Gleichsetzung von C=K, I=J und U=V, entschied man sich, Q, X und Z wegfallen zu lassen.
In der Ruhelage sind alle Nadeln vertikal ausgerichtet. Durch einen positiven oder negativen Stromimpuls wird eine Nadel um etwa 30° nach links oder rechts abgelenkt. In der Praxis wurden stets zwei Nadeln zugleich angesteuert und somit abgelenkt. Die gedachte Verlängerungslinie ihrer neuen Lage deutete auf einen Schnittpunkt. Dieser stellte den übertragenen Buchstaben dar. Beispielsweise zur Übermittlung des Buchstabens G wird dazu die mittlere Nadel nach rechts und die rechte Nadel nach links gedreht: Der Schnittpunkt der gedachten Verlängerung liegt auf der Anzeigeplatte beim Buchstaben G.